# Boudewijn Röell
Willem Frederik Boudewijn Röell (Leidschendam, 12 de mayo de 1989) es un deportista neerlandés que compite en remo.
Participó en dos Juegos Olímpicos de Verano, obteniendo una medalla de bronce en Río de Janeiro 2016 en la prueba de ocho con timonel, y el sexto lugar en Tokio 2020, en cuatro sin timonel.
Ganó una medalla de bronce en el Campeonato Mundial de Remo de 2015 y cuatro medallas en el Campeonato Europeo de Remo entre los años 2013 y 2020.

## Palmarés internacional
| Juegos Olímpicos   | Juegos Olímpicos        | Juegos Olímpicos  | Juegos Olímpicos   |
| Año                | Lugar                   | Medalla           | Prueba             |
| ------------------ | ----------------------- | ----------------- | ------------------ |
| 2016               | Río de Janeiro (Brasil) | Medalla de bronce | Ocho con timonel   |
| Campeonato Mundial |                         |                   |                    |
| Año                | Lugar                   | Medalla           | Prueba             |
| 2015               | Aiguebelette (Francia)  | Medalla de bronce | Ocho con timonel   |
| Campeonato Europeo |                         |                   |                    |
| Año                | Lugar                   | Medalla           | Prueba             |
| 2013               | Sevilla (España)        | Medalla de bronce | Ocho con timonel   |
| 2018               | Glasgow (Reino Unido)   | Medalla de plata  | Ocho con timonel   |
| 2019               | Lucerna (Suiza)         | Medalla de bronce | Ocho con timonel   |
| 2020               | Poznań (Polonia)        | Medalla de oro    | Cuatro sin timonel |